# Eifelautobahn
Als Eifelautobahn bezeichnet man im Straßenbau den Abschnitt der Bundesautobahn 1 zwischen dem Kreuz Köln-West und dem Dreieck Vulkaneifel. Zwischen den Anschlussstellen Blankenheim (Nordrhein-Westfalen) und Kelberg (Rheinland-Pfalz) besteht noch eine Lücke von etwa 24 km (Luftlinie). Dadurch fließt ein Großteil des Verkehrs über die Bundesstraße 51.
Belege für die erstmalige Benutzung des heute in Fachkreisen üblichen Begriffes für die A1 im Bereich der Eifel sind nicht bekannt. Im allgemeinen Sprachgebrauch war die Bezeichnung Eifelautobahn neben der A1 insbesondere auch für die früher fertiggestellte Bundesautobahn 48 verbreitet, teilweise ebenso für die Eifelabschnitte der A60 und A61 sowie für die A553.

## Entstehung
Die Eifelautobahn entstand ab 1970, zunächst mit dem Bau der A 61, die zwischen dem Autobahndreieck Erfttal und dem Autobahnkreuz Bliesheim gemeinsam mit der A 1 verläuft. Bis 1982 wurde der nördliche Teil der Eifelautobahn bis Blankenheim fertiggestellt. Erst 15 Jahre später wurde der südlichste Teil zwischen dem Autobahndreieck Vulkaneifel und Daun eröffnet. Die bestehende Lücke, für die 2003 ein Vordringlicher Bedarf im Bundesverkehrswegeplan festgestellt worden war, wird seitdem von Süden her geschlossen. Die Eifelautobahn entstand in den nachfolgenden Abschnitten:

| Jahr¹   | Abschnitt                                               | Länge   |
| ------- | ------------------------------------------------------- | ------- |
| 1970    | Erfttal – Bliesheim (als Teil der A 61)                 | 5,7 km  |
| 1971    | Köln-West – Frechen                                     | 0,9 km  |
| 1972    | Frechen – Erfttal                                       | 13,1 km |
| 1977    | Bliesheim – Euskirchen-Wißkirchen                       | 15,9 km |
| 1981    | Euskirchen-Wißkirchen – Bad Münstereifel/Mechernich     | 8,6 km  |
| 1982    | Bad Münstereifel/Mechernich – Blankenheim               | 13,2 km |
| 1997    | Daun – Vulkaneifel                                      | 2,8 km  |
| 2005    | Rengen (provisorische AS, inzwischen rückgebaut) – Daun | 2,5 km  |
| 2010/11 | Gerolstein – Daun                                       | 6,1 km  |
| 2012    | Kelberg – Gerolstein                                    | 2,4 km  |

¹ Jahr der Verkehrsfreigabe

## Verlauf als Europastraße
Zwischen den Autobahnkreuzen Köln-West und Bliesheim verläuft die Eifelautobahn auch als E 31 und vom Kreuz Bliesheim bis zum Autobahnende bei Blankenheim als E 29.

## Lückenschluss

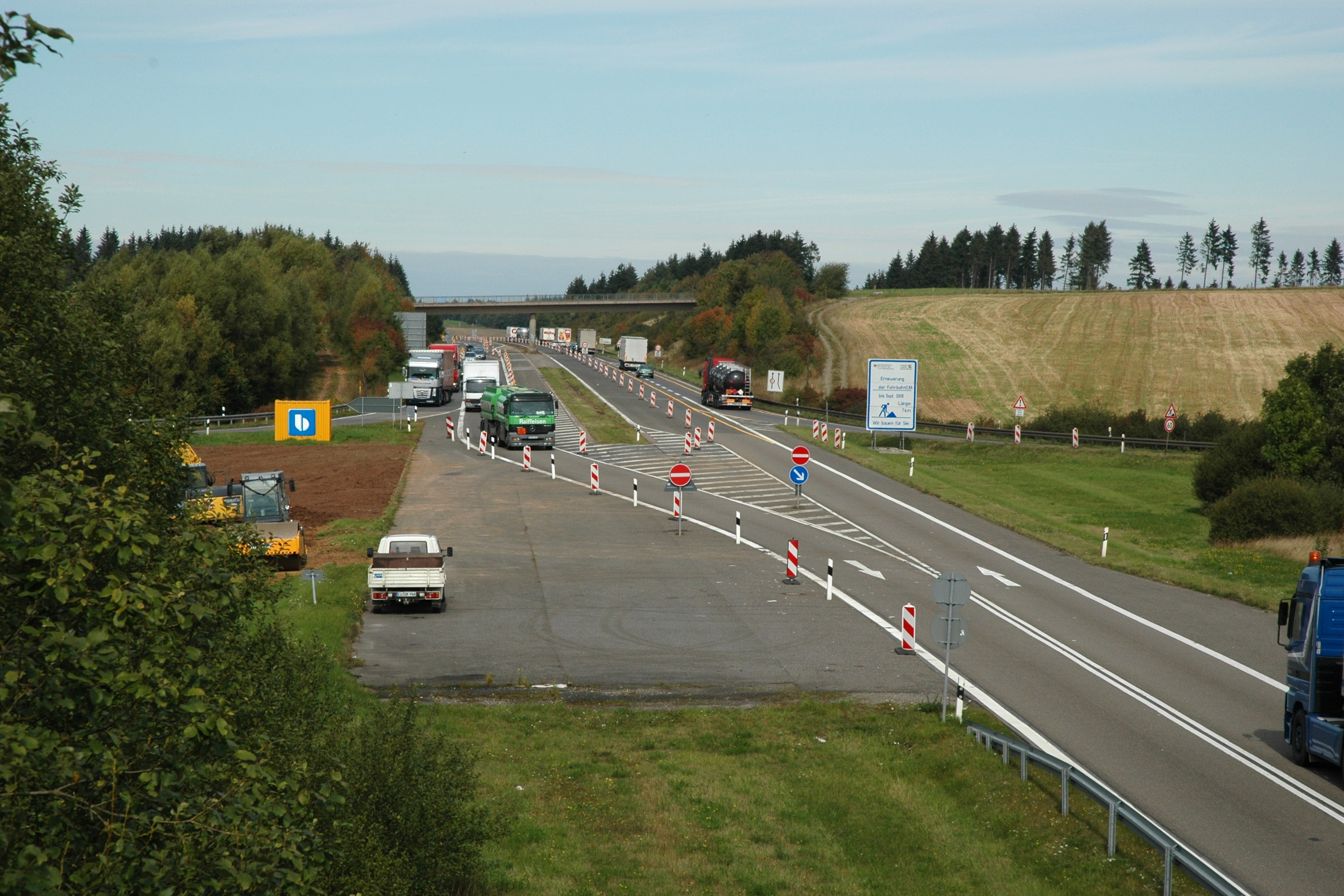
Autobahnende bei Blankenheim, Sept. 2007

### Zukünftige Vorhaben
Die bestehende Lücke zwischen den derzeitigen Autobahnenden bei Blankenheim und Kelberg, unweit des Dreiecks Vulkaneifel, befindet sich großteils noch in der Planung. Der Lückenschluss wird rund 500 Millionen Euro kosten. Es wurde zunächst angestrebt, bis 2010 eine Baugenehmigung für die drei verbleibenden Streckenabschnitte zu erhalten und die Lücke bis 2015 vollständig zu schließen.
Da die Planfeststellungsbeschlüsse seit 2005 jedoch mehrfach geändert werden mussten, war dieser Termin nicht mehr zu halten. Die fehlenden Teilstücke wurden 2016 im Bundesverkehrswegeplan 2030 unter der obersten Stufe Vordringlicher Bedarf mit Planungsrecht ausgewiesen. Im Jahr 2018 wurde eine Trassenänderung im mittleren Abschnitt zwischen Lommersdorf und Adenau beschlossen, um den Naturschutz zu erhöhen. Derzeit hofft man, den Lückenschluss bis spätestens 2034 vollendet zu haben.
Von der noch etwa 25 km langen Lücke liegen rund 15 km in der Bauverantwortung von Nordrhein-Westfalen, die restlichen 10 km sollen von Rheinland-Pfalz realisiert werden. Der nördliche Abschnitt zwischen Blankenheim und Lommersdorf befindet sich bereits seit Mai 2012 im Planfeststellungsverfahren, für die Strecke bis Adenau wird seit 2018 aufgrund der Trassenänderung an einer neuen Entwurfsplanung gearbeitet.
Insbesondere in Rheinland-Pfalz gab es zwischen den Koalitionspartnern der Landesregierung zeitweise Unstimmigkeiten hinsichtlich des Weiterbaus, im März 2013 wurde der südliche Abschnitt von Adenau bis Kelberg jedoch für den Bundesverkehrswegeplan 2015 angemeldet. Im August 2014 genehmigte das Bundesverkehrsministerium den Vorentwurf. Um Baurecht zu schaffen, wurden die Planfeststellungsunterlagen im Sommer 2018 offengelegt.
Während viele Anwohner und Wirtschaftsvertreter den Lückenschluss begrüßen, kündigten Naturschutzverbände gerichtlichen Widerstand an. Die Planungen geraten seit Jahren auch aufgrund des Umweltrechts immer wieder ins Stocken, insbesondere durch die FFH- und Vogelschutz-Richtlinie. Anfang 2021 ging die Zuständigkeit für das deutsche Autobahnnetz auf die Autobahn GmbH des Bundes über, die auch den Lückenschluss bearbeitet.
Nach Mitteilung des rheinland-pfälzischen Verkehrsministeriums vom September 2021 musste vor dem Hintergrund der Hochwässer Mitte Juli 2021 das bisherige Entwässerungskonzept mit den zuständigen Wasserbehörden überprüft werden; deshalb konnte nicht das für diesen Zeitraum vorgesehene Baurecht für den Abschnitt zwischen den Anschlussstellen Kelberg und Adenau erreicht werden. Die sogenannte „Deckblattplanung“, die eine größere Dimensionierung der Regenrückhaltebecken sowie den Einsatz von Retentionsbodenfilterbecken zur Folge hatte, wurde 2022 abgeschlossen. Der mehr als 700-seitige Planfeststellungsbeschluss für den betreffenden Abschnitt wurde im Juli 2023 erlassen. Der Bund für Umwelt und Naturschutz Deutschland erhob „schwerwiegende rechtliche sowie Natur- und Klimaschutz-Bedenken“ gegen die Planfeststellung und reichte Klage beim Bundesverwaltungsgericht ein.

### Abgeschlossene Maßnahmen

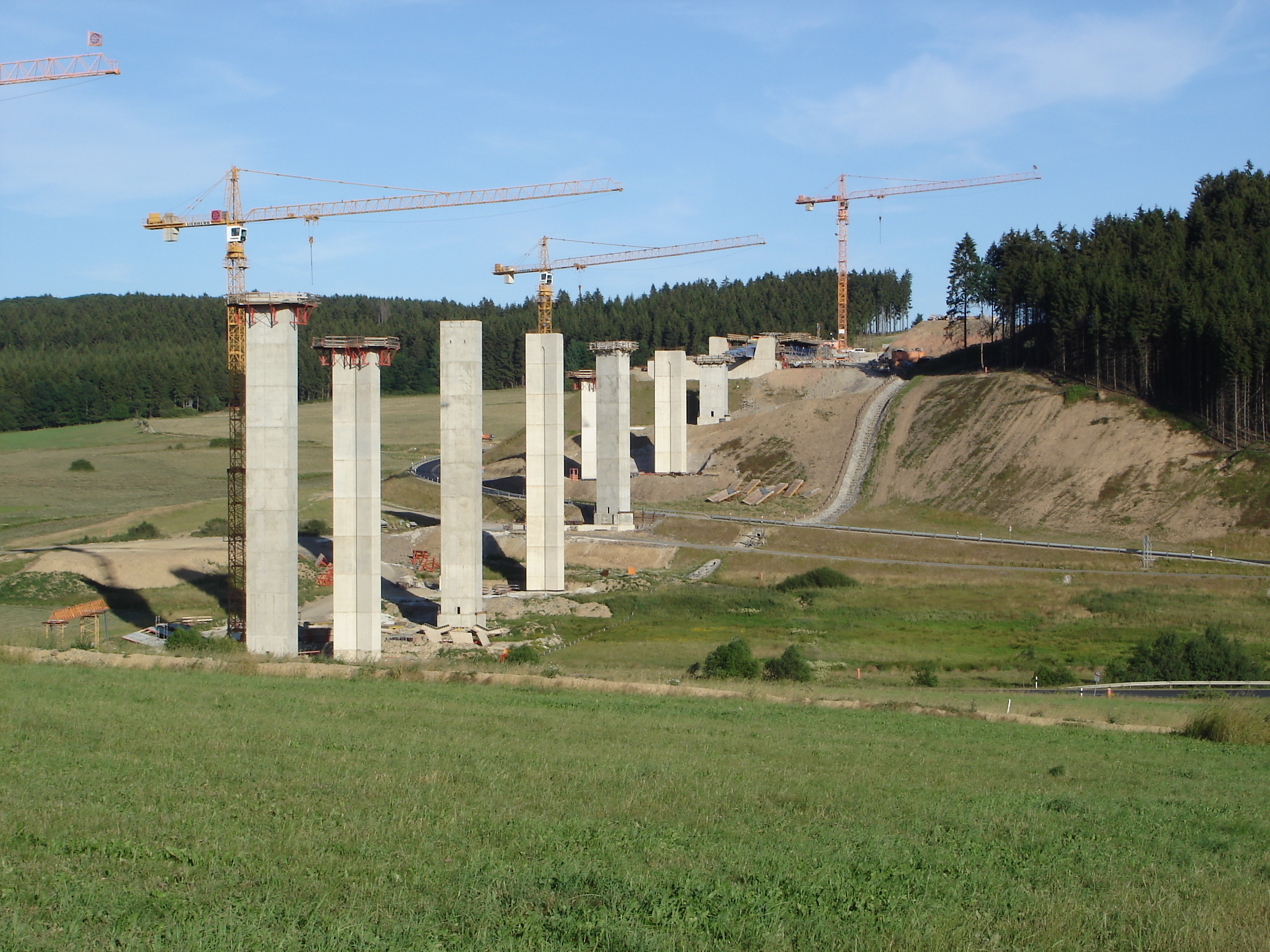
Liesertalbrücke in Bau (Juli 2006)

Ein Teilstück des dritten Bauabschnitts zwischen Daun und Rengen wurde am 6. Dezember 2005 freigegeben. Ab dem 23. August 2005 befand sich der ca. 3,5 km lange Abschnitt von Rengen bis Gerolstein mit Anschluss an die teilweise ebenfalls noch fertigzustellende B 410n in Bau. Dieser Abschnitt wurde am 1. Oktober 2010 ohne Eröffnungsfeier für den Verkehr freigegeben, wegen des Rückbaus der damit aufgegebenen Behelfsausfahrt Rengen im Bereich der Liesertalbrücke zunächst nur zweistreifig. Die Kosten wurden auf rund 50 Millionen Euro geschätzt, wovon ca. 18,5 Mio. auf die 578 m lange Liesertalbrücke und ca. 3,5 Mio. auf die Talbrücke Jeichensuhr entfielen. Für den Ausbau mussten rund eine Million Kubikmeter Erde bewegt und 63 000 Quadratmeter Fahrbahnfläche gebaut werden.
Baubeginn des letzten Teilstücks des dritten Bauabschnitts bis Kelberg war am 25. Februar 2008 an der Talbrücke Königsuhr. Die 120 m lange Talbrücke zwischen den Anschlussstellen Gerolstein und Kelberg sollte voraussichtlich 4,5 Millionen Euro kosten, die Aufwendungen für den gesamten, ca. 2,6 km langen Abschnitt sollten insgesamt rund 35 Millionen Euro betragen. Die offizielle Verkehrsfreigabe für diesen Abschnitt erfolgte am 31. Mai 2012.

## Autobahndreieck Nettersheim
Anfang der 1970er Jahre gab es die Planung einer zweiten Eifelautobahn A 545, die bis zur Neubenennung der deutschen Autobahnen 1974 die Bezeichnung A 111 trug. Sie sollte von der A 544 (damals A 75) in Aachen durch die Nordeifel bis zur A 1 (damals A 110) bis an der heutigen Anschlussstelle Nettersheim, deren Bauweise bereits für den Ausbau als Autobahndreieck geeignet ist führen. Die Planung wurde mit dem Bundesverkehrswegeplan 1980, bei dem hauptsächlich aus Kostengründen insgesamt 7.000 km geplante Autobahnen gestrichen wurden, ebenfalls verworfen. Außer der Bauform der Anschlussstelle Nettersheim wurden keine Vorleistungen für das Autobahnprojekt erbracht.

## Landschaften/Regionen
Auf ihrem Verlauf durch das nordwestliche Mittelgebirge des Rheinischen Schiefergebirges durchquert die Eifelautobahn die Landschaften Ville, Jülich-Zülpicher Börde, Kalkeifel und Vulkaneifel.